# Río Cobre
El río Cobre es un río en Jamaica. Su origen es incierto, siendo sus cabeceras un retorcimiento de afluentes sin nombre, estacionalmente secos. El mayor de éstos lugares se eleva justo por encima de los 530 metros. A partir de allí, fluye hacia el mar Caribe, desembocando en la bahía de Cagway en las cercanías de Kingston.
Su característica más significativa es quizás la garganta a través de la que fluye entre las localidades de Bog Walk y el norte de Spanish Town.